# Jacob Isler & Co

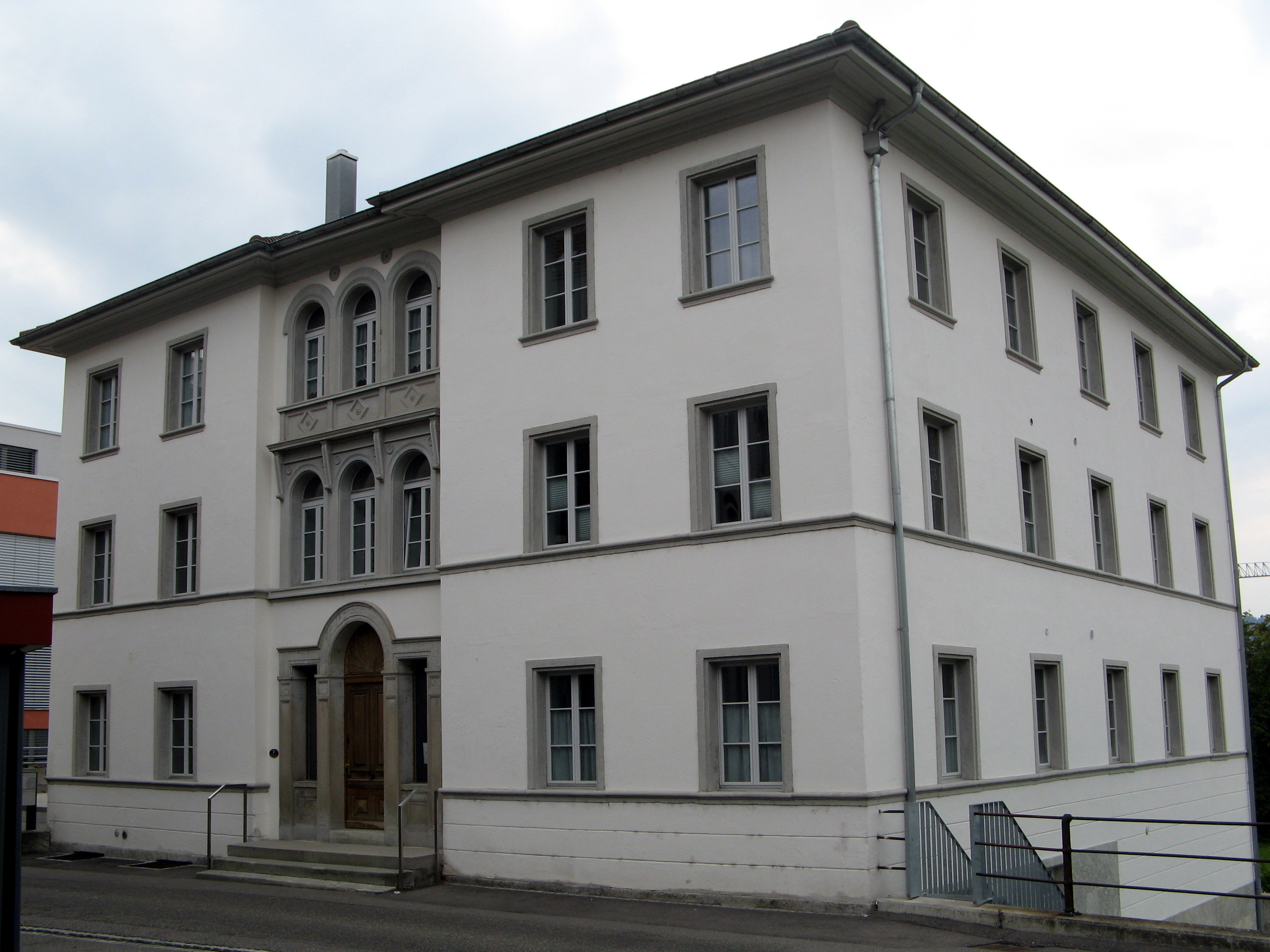
Fabrikationsgebäude der Jacob Isler & Co (erbaut 1835)

Jacob Isler & Co (offiziell Jacob Isler & Co AG), abgekürzt als JIC, war ein Schweizer Unternehmen der Strohgeflechtindustrie. Es wurde 1787 in Wohlen durch Jacob Isler gegründet. Es stellte Hutgeflechte her und exportierte diese weltweit. Das Unternehmen gehörte zu den wichtigsten dieser Branche. 1991 wurde es durch die Deindustrialisierung aufgelöst und ist in der Firma Tressa AG aufgegangen. Der Nachlass dieser Gesellschaft ist heute im Schweizer Strohmuseum in Wohlen konsolidiert. Einige Produkte befinden sich in der Sammlung des Victoria and Albert Museum in London.

## Geschichte
Jacob Isler gründete um 1783 mit seinem Vater und weiteren sieben Geschäftsleuten eine Handelsgesellschaft für den erweiterten Absatz von Strohgeflechten und Hüten in der gesamten Schweiz und im süddeutschen Raum. Uneinigkeiten über den weiteren Geschäftsverlauf führten dazu, dass sich Jacob Isler und Jacob Vock zusammenschlossen und die Firma Isler & Vock gründeten. Um 1800 konnte Isler seine Absätze stets vergrössern, und ab 1818 war die Firma vollständig in Familienbesitz.

## Schweizer Strohmuseum Wohlen
Die Stiftung des ehemaligen Freiämter Strohmuseums Wohlen, die 1976 gegründet wurde, ist seit 2013 in der ehemaligen Villa Isler in Wohlen domiziliert. Sie verwaltet die Sammlungen und Immobilien, die aus der Jacob Isler & Co AG bei deren Auflösung konsolidiert wurden. Die Villa Isler wurde im Jahr 2012 für CHF 4.5 Millionen in ein öffentliches Strohmuseum umgewandelt, das Schweizer Strohmuseum.